# Hertogdom Holstein

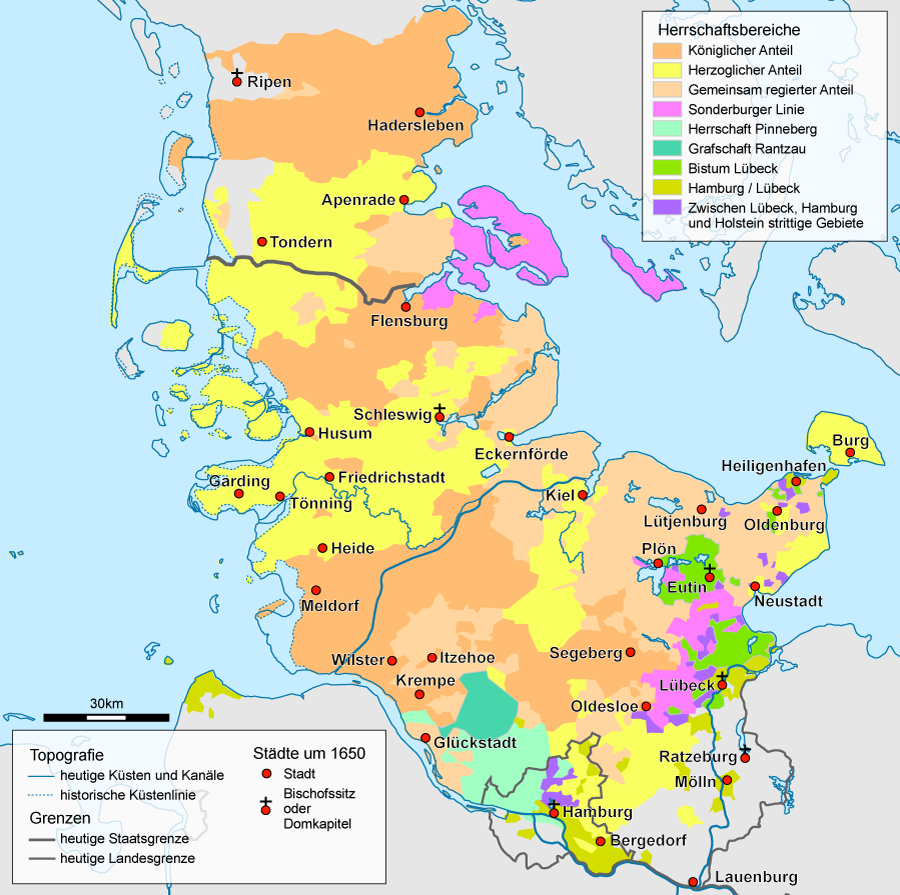
Verdeling in 1650

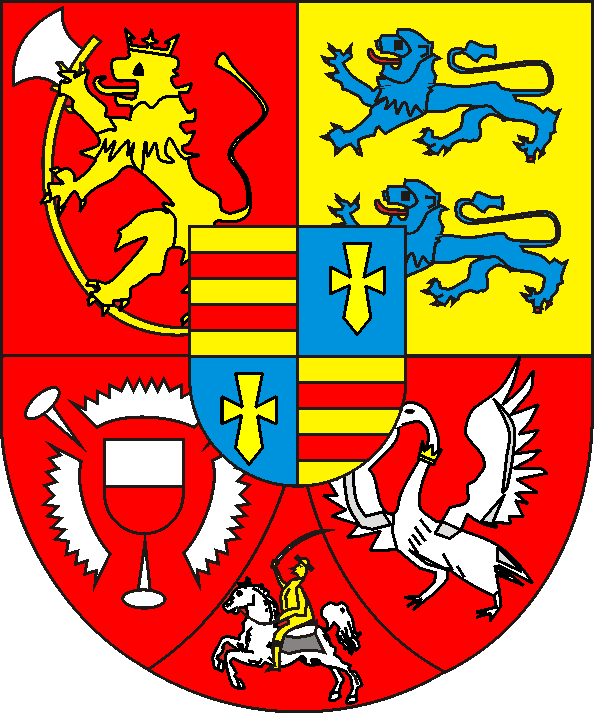
wapen hertogen; 1: Noorwegen; 2: Sleeswijk; 3: Holstein; 4: Stormarn; spits: Dithmarschen; hart: Oldenburg-Delmenhorst

Holstein was een tot de Nedersaksische Kreits behorend hertogdom binnen het Heilige Roomse Rijk. Nu maakt het deel uit van de Duitse deelstaat Sleeswijk-Holstein.

## Geschiedenis
Holstein, reeds sinds de prehistorie bewoond, maakte sinds Karel de Grote het in 804 onderwierp deel uit van het Duitse Rijk.

### Voorgeschiedenis
In 1110 werd Adolf IV van Schauenburg met de graafschappen Holstein en Stormarn beleend. Hij regeerde als Adolf I in Holstein. Adolf II veroverde Wagrien en Adolf III verwierf na de val van Hendrik de Leeuw in 1180 ook de heerschappij over Dithmarschen. De bezittingen gingen vervolgens verloren aan Denemarken, maar na de slag bij Bornhöved in 1227 werd het gebied heroverd. Alleen Dithmarschen viel toen aan het prinsaartsbisdom Bremen. Pas in 1559 zou dit gebied heroverd worden.
Adolf IV deed in 1239 afstand van de regering, waarna zijn zoons het bezit deelden:
- Johan I kreeg Kiel (uitgestorven 1321)
- Gerard I kreeg Itzehoe (uitgestorven 1459)

Een verdere verdeling van het graafschap volgde na de dood van Johan I en Gerard I.
Na de dood van Johan I van Holstein-Kiel in 1263 deelden zijn zoons omstreeks 1273:
- Adolf IV kreeg Segeberg (uitgestorven in 1308)
- Johan II kreeg Kiel (uitgestorven in 1321)

Na de dood van Gerard I van Holstein-Itzehoe in 1290 deelden zijn zoons:
- Gerard II kreeg Plön (uitgestorven 1390)
- Adolf VI kreeg Pinneberg en in 1290 ook het graafschap Schaumburg (uitgestorven 1640)
- Hendrik I kreeg Rendsburg (uitgestorven 1459)

Holstein-Segeberg en Holstein-Kiel kwamen voor 1313 al aan de tak Holstein-Plön. Na het uitsterven van Holstein-Plön in 1390 kwamen bijna alle gebieden aan Gerard II van Holstein-Kiel, die in 1386 het hertogdom Sleeswijk als leen van Denemarken ontving. Er ontstond dus een personele unie tussen een Deens hertogdom en het Duitse graafschap Holstein-Rendsburg.
In 1459 stierven de graven van Holstein-Rendsburg met Adolf VIII uit. Ten gevolge van huwelijk van zijn zuster Hedwig met graaf Dirk van Oldenburg kwam het graafschap aan hun zoon Christiaan van Oldenburg, die in 1448 tot koning van Denemarken was gekozen. De tak Holstein-Pinnenberg slaagde er niet in zijn rechten te effectueren. Na het uitsterven van Holstein-Pinneberg in 1640 viel hun gebied aan Holstein-Glückstadt en Holstein-Gottorp toe. Het deel van Gottorp werd als graafschap Rantzau weer afgesplitst.

### Verheffing tot hertogdom
In het verdrag van Ripen (1460) erkenden de standen van het hertogdom Sleeswijk en het graafschap Holstein Christiaan I van Denemarken uit het Huis Oldenburg als hun heer, maar ook de onafhankelijkheid van Denemarken. In 1474 werd Holstein met Stormarn, Wagrien en Dithmarschen door keizer Frederik III (1415-1493) tot rijksvrij hertogdom verheven. Hierdoor kwam er ook een eind aan de leenband met het hertogdom Saksen. Na de dood van Christiaan I in 1481, deelden zijn zoons de hertogdommen:
- Johan werd koning van Denemarken en hertog te Segeberg (uitgestorven 1559)
- Frederik werd hertog te Gottorp

Na de verdrijving van koning Christiaan II van Denemarken, zoon van Johan, in 1513 werden alle landen weer herenigd onder zijn oom, koning Frederik I. Na zijn dood in 1533 werden de hertogdommen in 1544 opnieuw verdeeld:
- Christiaan III van Denemarken werd hertog te Sonderburg, dit was het begin van de tak Holstein-Glückstadt
- Johan werd hertog te Haderslev (uitgestorven 1580)
- Adolf werd hertog te Gottorp

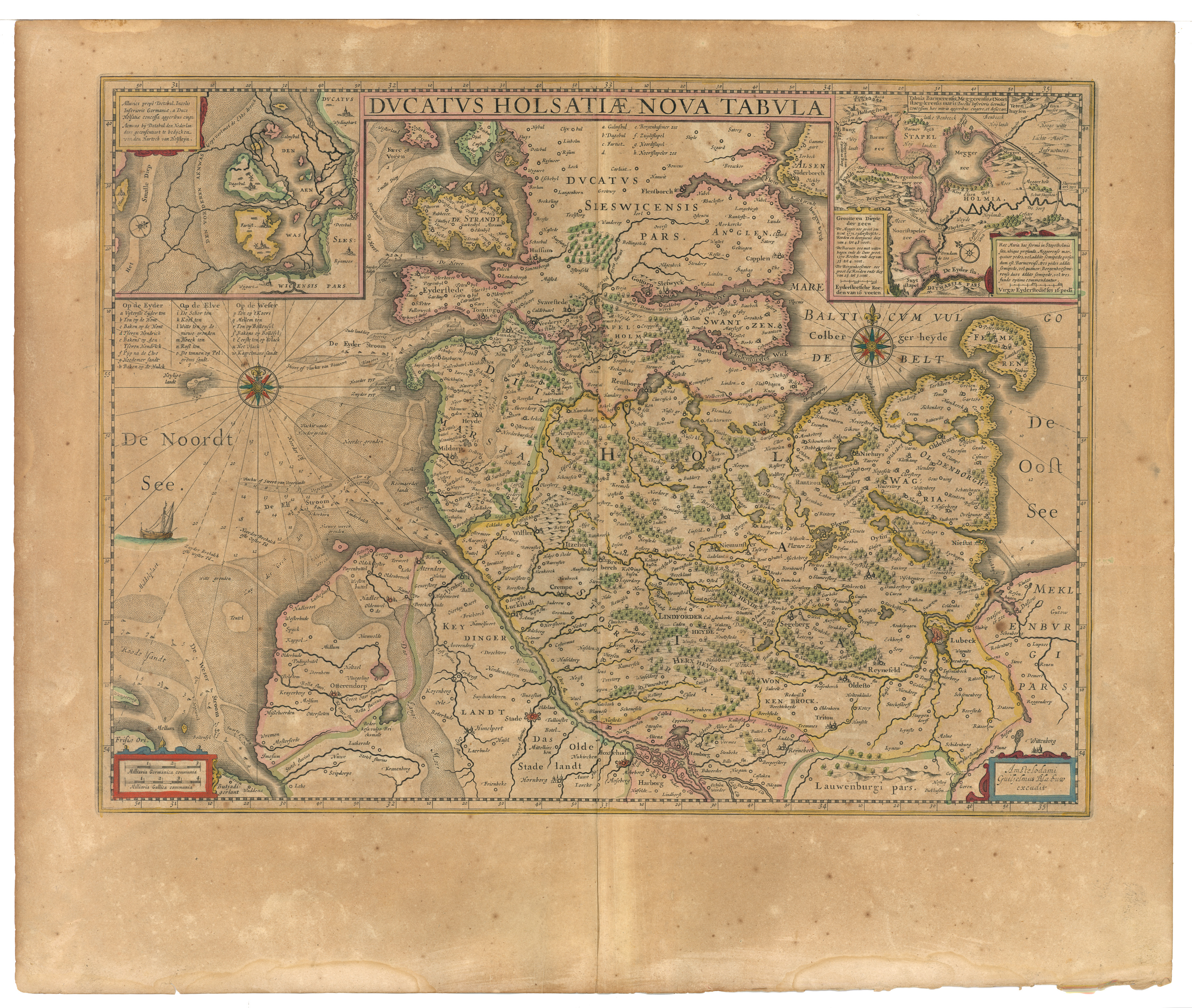
Blaeu-kaart van Holstein, ca. 1640

De verdeling zou tot 1733 blijven bestaan: Holstein-Glückstadt in personele unie met het koninkrijk Denemarken en Holstein-Gottorp in bezit van de zijlinie. Na 1733 was dus heel Holstein in personele unie met Denemarken verbonden.
Omdat Holstein na de opheffing van het Heilige Roomse Rijk in 1806 geen lid van de Rijnbond werd, was er geen enkele staatsrechtelijke band meer met Duitsland. Dit veranderde in 1815 door het Congres van Wenen, waar werd vastgelegd dat Holstein lid werd van de Duitse Bond. Een nieuw land van de Deense kroon was het hertogdom Lauenburg, dat voor de Napoleontische tijd bij het keurvorstendom Hannover hoorde. Na de opstand van 1848 kreeg Holstein op 11 juni 1854 een grondwet.
In 1863 stierf de tak van het huis Oldenburg die in Denemarken, Sleeswijk, Holstein en Lauenburg regeerde uit met Frederik VII

### Einde van het hertogdom en opname in de Pruisische provincie Sleeswijk-Holstein
Omdat er in het koninkrijk Denemarken een andere successieregeling bestond dan in het hertogdom Holstein ontstond de Sleeswijk-Holsteinse kwestie. Er brak in 1864 een oorlog uit tussen de Duitse Bond en Denemarken, die eindigde in een Deense nederlaag.
Op 30 oktober 1864 stond Denemarken de hertogdommen af aan Oostenrijk en Pruisen. Holstein kwam onder Oostenrijks bestuur en Sleeswijk onder Pruisisch bestuur. Na de oorlog tussen de Duitse Bond en Pruisen van 1866 moest Oostenrijk afstand doen van de hertogdommen, waarna ze op 12 januari 1867 als provincie Sleeswijk-Holstein bij het koninkrijk Pruisen werden ingelijfd.

## Legendes
De historische Finn Folcwalding leefde hier in het begin van de 5e eeuw, het tijdperk van de volksverhuizingen, en was heerser over Friezen. Finn Folcwalding wordt beschouwd als de eerste koning van de Friezen en is meer een legendarische dan een historische figuur. Hij was de zoon van Folkwalding (Folkwaldan sunu) en getrouwd met de Deense prinses Hildeburh. Zijn machtscentrum lag vermoedelijk in of nabij Holstein. Hier raakte hij in gevecht met de Denen. Verhalen hierover zijn voornamelijk terug te vinden in Oudnoorse en Oudengelse teksten.
Anhalt (1863-1866) ·
Anhalt-Bernburg (1815-1863) ·
Anhalt-Dessau-Köthen (1853-1863) ·
Anhalt-Dessau (1815-1853) ·
Anhalt-Köthen (1815-1853) ·
Baden · Beieren · Bremen · Brunswijk · Frankfort · Hamburg · Hannover · Hessen-Darmstadt · Hessen-Homburg · Hessen-Kassel · Hohenzollern-Hechingen · Hohenzollern-Sigmaringen · Holstein · Lauenburg · Liechtenstein · Limburg · Lippe · Lübeck · Luxemburg · Mecklenburg-Schwerin · Mecklenburg-Strelitz · Nassau · Oldenburg · Oostenrijk · Pruisen · Reuss jongere linie · Reuss oudere linie · Saksen · Saksen-Altenburg · Saksen-Coburg en Gotha · Saksen-Meiningen ·  Saksen-Weimar-Eisenach · Schaumburg-Lippe · Schwarzburg-Rudolstadt · Schwarzburg-Sondershausen · Waldeck-Pyrmont · Württemberg